# Restauracja Belweder w Poznaniu
Restauracja Belweder w Poznaniu – nieistniejąca restauracja mieszcząca się w budynku znajdującym się na tyłach gmachu administracyjnego Targów Poznańskich, wybudowanym w latach 1924–1925 dla powstałych w 1921 Targów Poznańskich, usytuowana przy ul. Głogowskiej 14, na Łazarzu w Poznaniu.

## Historia

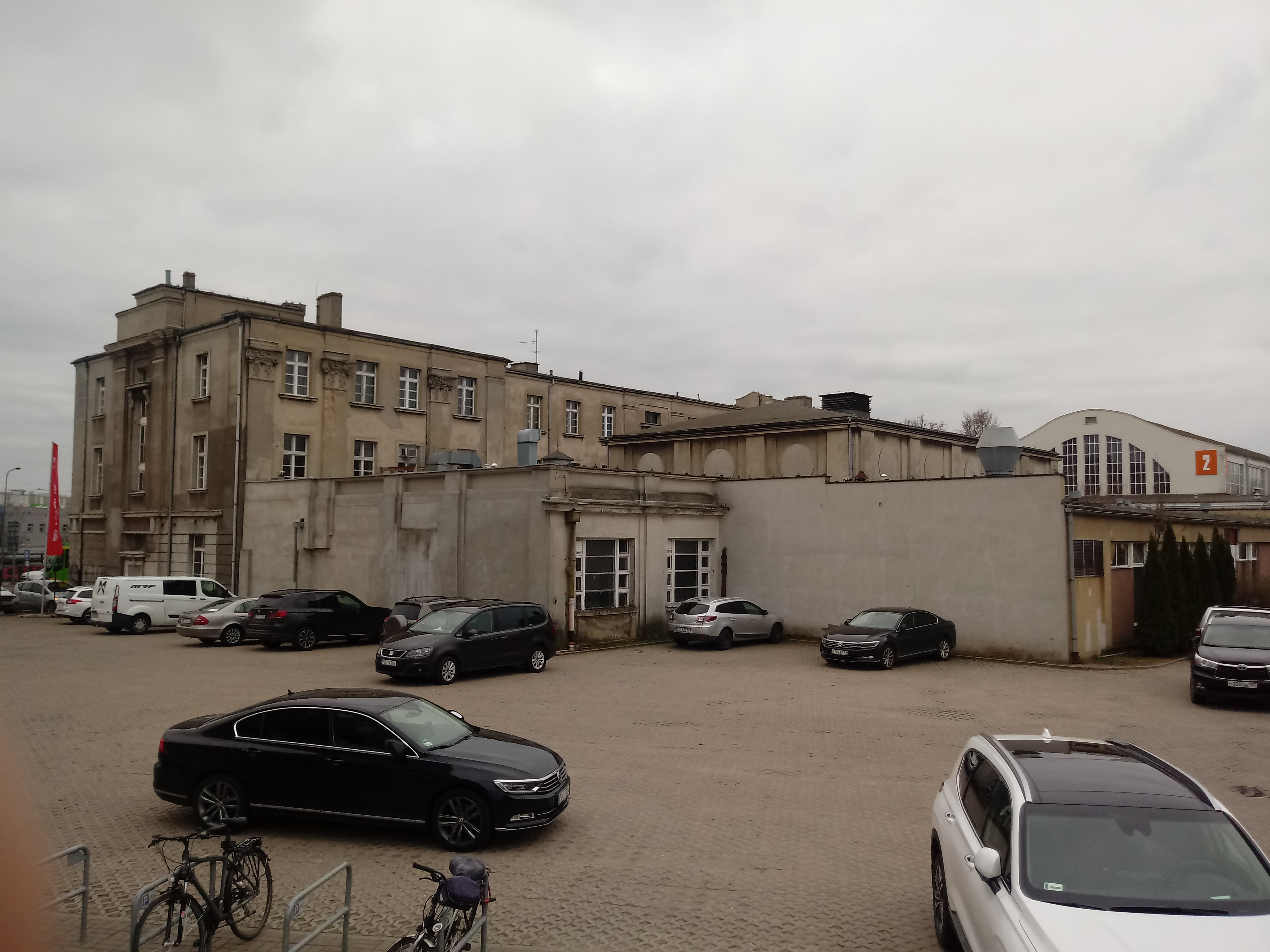
Gmach administracyjny MTP z widocznymi na pierwszym planie zabudowaniami dawnej restauracji Belweder

Budynek wybudowany został według projektu architekta Stefana Cybichowskiego. Połączony jest z gmachem administracyjnym targów. W 1929 podczas trwania Powszechnej Wystawy Krajowej mieścił jedną z najbardziej ekskluzywnych restauracji w Poznaniu. W budynku znajdowała się także sala bankietowo-koncertowa i kawiarnia. Budynek zniszczony w czasie II wojny światowej odbudowano w 1948, pozbawiając go pierwotnych detali architektonicznych.
W 1956 francuska firma La Radio Industrie Paris wystawiająca na targach sprzęt TV, rozpoczęła z nadajnika ustawionego na dachu budynku emitować krótkie filmy reportażowe z trwających właśnie targów, które można było obejrzeć w sąsiednich pawilonach targowych. Wydarzenie to było zaczątkiem przyszłego poznańskiego studia telewizyjnego, bowiem ówczesne władze Poznania podchwyciły pomysł uruchomienia w mieście stałego studia TV i dążyły usilnie do jego realizacji. Tymczasowym miejscem miały być pomieszczenia restauracji Belweder.
W 1957 w głównej sali restauracji ulokowano studio ośrodka TV w Poznaniu (przyszłej Telewizji Poznań), którego otwarcie nastąpiło 1 maja 1957. Funkcję gastronomiczne przejęła uruchomiona jeszcze w tym samym roku, w pomieszczeniach obok, restauracja Adria.  
Obecnie mieszczą się tu pomieszczenia wykorzystywane jako magazyny targowe.